# Olympische Jugend-Sommerspiele 2014/Teilnehmer (Vereinigte Staaten)
| Gelbes Symbol für Goldmedaillen mit stilisierten Olympischen Ringen | Graues Symbol für Silbermedaillen mit stilisierten Olympischen Ringen | Braundes Symbol für Bronzemedaillen mit stilisierten Olympischen Ringen |
| ------------------------------------------------------------------- | --------------------------------------------------------------------- | ----------------------------------------------------------------------- |
| 10                                                                  | 5                                                                     | 7                                                                       |

Die Jugend-Olympiamannschaft der Vereinigten Staaten für die II. Olympischen Jugend-Sommerspiele vom 16. bis 28. August 2014 in Nanjing (Volksrepublik China) bestand aus 92 Athleten.

## Athleten nach Sportarten

### Basketball
Mädchen
- Gold  Mannschaft
- De'Janae Boykin
- Napheesa Collier
- Arike Ogunbowale
- Katie Samuelson
Bronze  Shoot-Out

### Beachvolleyball
| Mädchen - Skylar Caputo - Suzanne Muno | Jungen - Torey Defalco - Louis Richard |

### Boxen
| Mädchen - Martha Fabela - Jajaira Gonzalez Gold Klasse bis 60 kg | Jungen - Darmani Rock Silber Klasse über 91 kg - Shakur Stevenson Gold Klasse bis 52 kg |

### Fechten
| Mädchen - Sabrina Massialas Gold Florett Einzel - Catherine Nixon | Jungen - George Haglund - Karol Metryka - Justin Yoo |

### Gewichtheben
| Mädchen - Deirdre Lenzsch | Jungen - Ryan Sennett |

### Judo
Jungen
- Adonis Diaz

### Kanu
Jungen
- Jordan Sherman

### Leichtathletik
| Mädchen - Brittny Ellis - Emma Fitzgerald - Rhesa Foster Bronze Weitsprung - Brandee Johnson Bronze 200 m - Janae Moffitt - Janie O’Connor - Chinne Okoronkwo - Kimani Rushing - Haley Showalter | Jungen - Kenneth Brinson - Andrew James - Amere Lattin - Noah Lyles Gold 200 m - Myles Marshall Gold 800 m - Tyler Merkley - Jeffrey Uzzell |

### Moderner Fünfkampf
Jungen
- Brendan Anderson

### Ringen
Jungen
- Daton Fix
Silber  Freistil bis 54 kg
- Mason Manville
Silber  Griechisch-römisch bis 69 kg
- Cade Olivas
Silber  Freistil bis 46 kg

### Rudern
| Mädchen - Marlee Blue - Dana Moffat | Jungen - Benjamin Cohen - Liam Corrigan |

### Rugby
| Mädchen - Tess Feury - Haley Langan - Apaau Mailau - Michel Navarro - Dana Olsen - Tiffany Person - Emily Prentice - Kat Ramage - Becca Rosko - Richelle Stephens - Danielle Walko-Siua - Whitney Wilson | Jungen - Cian Barry - Hanco Germishuys - Brian Hannon - Junior Helu - Vili Helu - Sione Masoe - Aaron Matthews - Malcolm May - Suwaiter Poch - Tyler Sousley - Austin Taefu - Jojo Tikoisuva |

### Schwimmen
| Mädchen - Hannah Moore Gold 200 m Rücken Gold 400 m Freistil - Courtney Mykkanen - Meghan Small Bronze 200 m Lagen - Clara Smiddy Gold 100 m Rücken | Jungen - Patrick Conaton - Patrick Mulcare - P.J. Ransford - Justin Wright |

### Segeln
Jungen
- Henry Marshall
- Maximo Nores

### Taekwondo
Mädchen
- Kendall Yount
Gold  Klasse über 63 kg

### Tennis
| Mädchen - Sofia Kenin | Jungen - Alexander Rybakow |

### Tischtennis
| Mädchen - Lily Zhang Bronze Einzel | Jungen - Krish Avvari |

### Triathlon
| Mädchen - Seth Rider | Jungen - Stephanie Jenks Silber Einzel |

### Turnen
| Mädchen - Nicole Ahsinger - Laura Zeng Bronze Rhythmische Sportgymnastik | Jungen - Colin Duda - Alec Yoder Bronze Einzelmehrkampf |

Colin Duda wurde für Cody Gesuelli nachnominiert, der wegen Rückenschmerzen absagen musste.

### Wasserspringen
| Mädchen - Gracia Leydon Mahoney | Jungen - Dashiell Enos |